# Marcelle Kuetche
Marcelle Kuetche Nkomkobo, aussi connue sous le nom de Poupy, est une actrice, réalisatrice et productrice camerounaise née le 5 juillet 1992 à Yaoundé. Elle est originaire de Bameka dans la région de l'Ouest du Cameroun. Elle est cofondatrice de la websérie Pakgne.

## Biographie
Marcelle est la fille d'un ingénieur en bâtiment et d'une infirmière. Elle est issue d'une fratrie de cinq enfants, dont elle est la deuxième enfant. Elle est originaire de Bameka dans la région de l'Ouest du Cameroun. Elle fait ses premiers pas dans le cinéma en 2015.
Marcelle fait ses études académiques dans la ville de Yaoundé où elle obtient un diplôme universitaire en informatique.
Elle est maman d'une fille, née le 6 octobre 2018.

## Carrière

### Début
En juillet 2017, Marcelle cofonde la websérie Pakgne avec Muriel Blanche qui raconte l’histoire d’une jeune fille envieuse qui emprunte des vêtements à son amie pour paraître jolie,. Elle y joue le rôle de Poupy,.
En 2021, elle lance une application mobile de streaming vidéo dénommée POOPS qui permet de visionner des séries et films camerounais.
Le 30 mars 2021, Marcelle Kuetche inaugure sa maison de production cinématographique Mc Prod à Douala.

## Filmographie

### Séries
- Destin irréversible de Serge Tchami
- La tombe des secrets de Blaise Tankoua
- L’école en fumée de Jean De Dieu Tchegnebe
- Les filles d’heure de Daniel Waffo
- Secret Tabou de Aïcha Kamoise
- Pakgne dont elle est cofondatrice
- Sontche de Marcelle Kuetche
- La fille de Mamiton avec Céline Orgelle Kentsop
- La nouvelle épouse réalisée par Marcelle Kuetche
- 12 cas de Blaise option

### Films
- 2015: Engagement Mortel de Blaise Ntedju
- 2020: Aline de  Salem Kedy et produit par Muriel Blanche
- 2021: Irrational Love de Chelsy Suzy

## Prix et distinctions
- 2020: Nomination à The Public Vision Awards en catégorie meilleur humoriste[9]